# Крис Кристи
Кристофър Джеймс Кристи (на английски: Christopher James Christie) е политик, адвокат и бивш федерален прокурор от САЩ. В периода от 2002 до 2008 г. е американски прокурор за Ню Джърси. Член на Републиканската партия. Той е 55-ият губернатор на Ню Джърси (2010 – 2018). Участник в първичните избори на Републиканската партия за президентските избори през 2024 г.

## Биография
Крис Кристи е роден на 6 септември 1962 г. в град Нюарк, щата Ню Джърси. Роден е в семейството на Сондра А. (по баща Грасо, телефонна рецепционистка) и Уилбър Джеймс „Бил“ Кристи (дипломиран експерт-счетоводител, завършил Рътгърското бизнес училище). Майка му е от италиански (сицилиански) произход, а баща му е от немски, шотландски и ирландски произход. Семейството на Кристи се премества в Ливингстън (Ню Джърси) след бунтовете в Нюарк през 1967 г.